# Chiesa di Sant'Ilario (Parma)
La chiesa di Sant'Ilario è un luogo di culto cattolico dalle forme neobizantine, situato in strada Chiesa di Fognano a Fognano, frazione di Parma, in provincia e diocesi di Parma; è sede di una parrocchia compresa nella zona pastorale della città.

## Storia
Il luogo di culto fu originariamente costruito in epoca medievale; la più antica testimonianza della sua esistenza risale al 1230, quando la Capelle de Fognano fu citata nel Capitulum seu Rotulus Decimarum della diocesi di Parma tra le dipendenze della pieve di San Pancrazio.
Nel 1494 fu menzionata per la prima volta la dedicazione del tempio a sant'Ilario.
Entro il 1564 la chiesa fu elevata a sede parrocchiale; nel 1577 fu unita a quella di Fraore, ma dopo breve tempo tornò autonoma.
Il 1º luglio del 1589 l'antico tempio, benché utilizzato già da vari secoli, fu consacrato.
Nel 1727 il luogo di culto fu ampliato con la costruzione della cappella del battistero, della sagrestia, di una sala di servizio e del campanile.
Nel 1822 gli interni della chiesa furono decorati con una serie di lesene.
A partire dal 1928 il tempio fu profondamente modificato in stile neobizantino su progetto dell'architetto Camillo Uccelli: entro il 1929 fu realizzata la nuova facciata, mentre nel 1937 furono completati anche gli interni. Nei quarant'anni seguenti furono eseguiti altri lavori di ristrutturazione, che comportarono la risistemazione della cappella del battistero, il rifacimento delle pavimentazioni e il tinteggio della zona absidale.
Nel 1988 fu restaurata la canonica, mentre nel 1998 furono completamente ricostruite le strutture di copertura del luogo di culto.
Nel 2008 gli interni della chiesa furono interessati da interventi di restauro, nel corso dei quali furono riportati alla luce gli affreschi seicenteschi della cupola del presbiterio.
Nel 2016 fu realizzata, riconvertendo alcuni ambienti di servizio adiacenti all'aula sul lato sinistro, una moderna cappella per le messe infrasettimanali, su progetto degli architetti Alberto Bordi, Sauro Rossi e Marco Zarotti.

## Descrizione

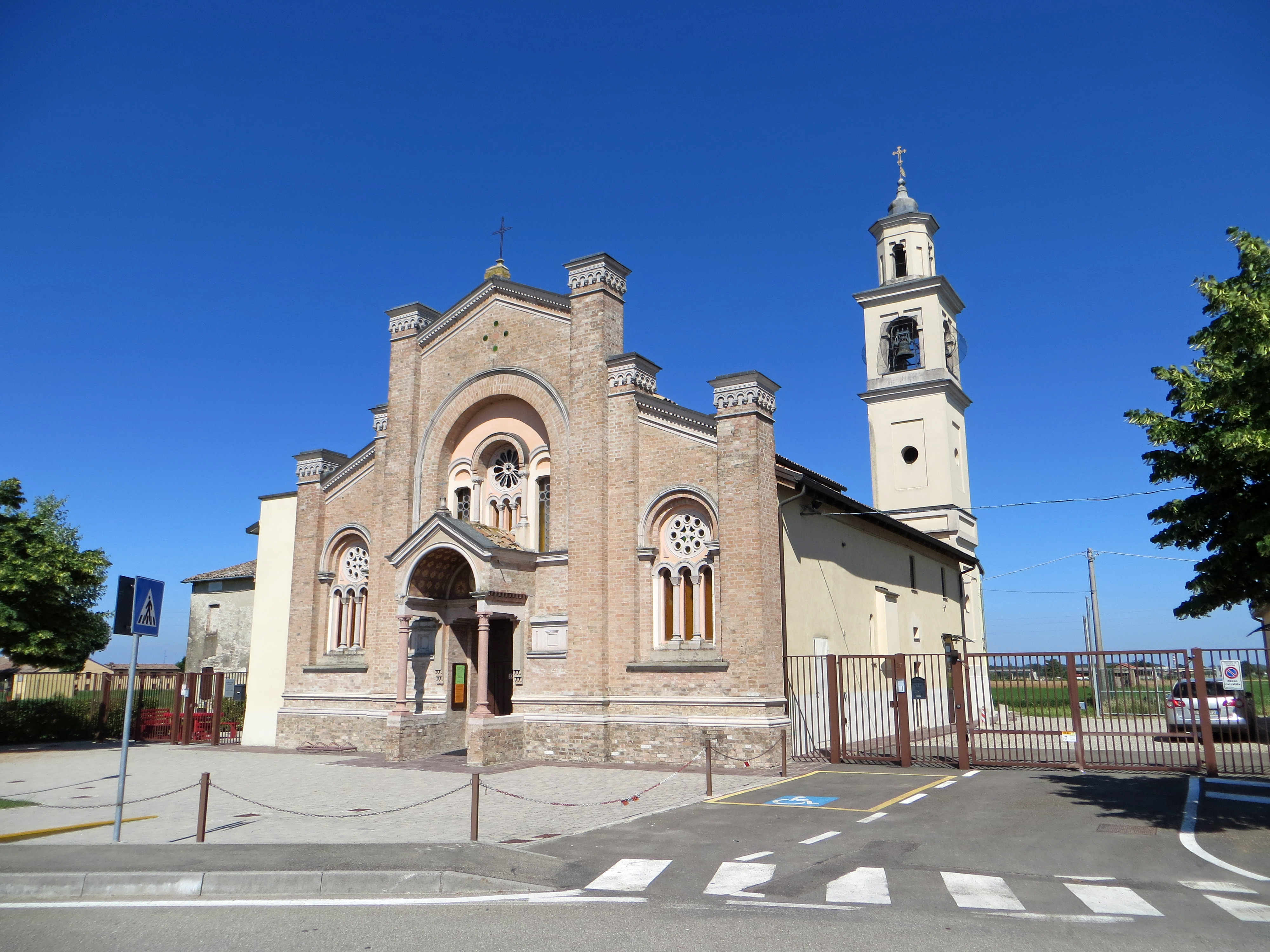
Facciata e lato sud

La chiesa si sviluppa su un impianto a navata unica affiancata da una cappella sul lato destro, con ingresso a ovest e presbiterio a est.
La simmetrica facciata a salienti, rivestita in laterizio, è suddivisa verticalmente in tre parti.
La porzione centrale, lievemente aggettante, è delimitata da due paraste elevate su un alto zoccolo e coronate da un motivo ad archetti pensili in calcestruzzo; nel mezzo si erge un protiro con volta a botte dipinta e copertura a capanna, retto da due colonne in marmo rosso poggianti su un muretto e sormontate da capitelli scanalati; al suo interno è collocato l'ampio portale d'ingresso, coronato da una lunetta contenente un medaglione raffigurante Sant'Ilario. Più in alto si apre una grande nicchia ad arco a tutto sesto, contenente un'eclettica trifora; lo spazio centrale di quest'ultima, affiancato da due colonnine in cemento con capitelli scolpiti a sostegno di un'arcata a tutto sesto in mattoni, racchiude inferiormente una trifora, scandita da colonnine coronate da capitelli a cubo scantonato, e superiormente un rosone, delimitato da una cornice traforata; in sommità corre lungo gli spioventi del tetto un cornicione modanato in laterizio, coronato da un motivo dentellato in calcestruzzo.
Le parti laterali, lievemente più arretrate, sono anch'esse delimitate da due paraste elevate su un alto zoccolo e coronate da un motivo ad archetti pensili in calcestruzzo; nel mezzo si trovano, all'interno di arcate a tutto sesto rette da capitelli dorici in cemento, inferiormente due ampie trifore, scandite da colonnine in cemento coronate da capitelli scolpiti, e superiormente due rosoni riccamente traforati; in sommità corre lungo gli spioventi del tetto un cornicione analogo a quello della porzione centrale.
Il fianco destro libero, il retro e i locali parrocchiali addossati al lato sinistro sono intonacati, così come il campanile che si erge al termine del prospetto sud; la torre, elevata su tre ordini suddivisi da fasce marcapiano modanate, è decorata su ogni lato con specchiature rettangolari, contenenti piccoli oculi; la cella campanaria si affaccia sulle quattro fronti attraverso ampie monofore ad arco a tutto sesto, delimitate da lesene; in sommità si eleva oltre il cornicione in aggetto una lanterna a pianta ottagonale, illuminata da quattro grandi finestre ad arco; a coronamento si innalza una piccola guglia in rame con profilo mistilineo.
All'interno la navata è coperta da una volta a botte, scandita in campate da ampie arcate a tutto sesto e decorata con affreschi raffiguranti nel mezzo una serie di simboli vescovili tra motivi geometrici e scritte; i lati, dipinti a finta tappezzeria, sono suddivisi da semicolonne in finto marmo rosso, coronate da capitelli scolpiti a sostegno del cornicione perimetrale; le pareti sono decorate con archi a tutto sesto riccamente decorati e, nelle campate minori, con lunette contenenti le raffigurazioni di santi; la cappella laterale è chiusa superiormente da una volta a botte dipinta.
Il presbiterio, lievemente sopraelevato, è preceduto dall'arco trionfale, retto da due colonne in finto marmo rosso coronate da capitelli con pulvino; l'ambiente, a pianta rettangolare, è coperto da una cupola su pennacchi decorata con un affresco rappresentante, in un tondo, San Pietro genuflesso sulle nubi fra angeli, realizzato nel XVII secolo dal pittore Francesco Coppi; le pareti destra e sinistra sono ornate con simmetriche finte finestre, delimitate da cornici mistilinee in aggetto; al centro è collocato l'altare maggiore a mensa in marmo, aggiunto tra il 1970 e il 1980; sul fondo si aprono, ai lati della pala d'altare, due finestre rettangolari; sulla sinistra sono conservati i lacerti di un affresco raffigurante la Madonna col Bambino e un bassorilievo in pietra riproducente Cristo nel sepolcro che mostra le piaghe, entrambi risalenti alla fine del XV secolo.